# David Niven
David Niven, rođen kao James David Graham Niven, (London 1. ožujka 1910. - Château-d'Œx, Vaud, Švicarska 29. srpnja 1983.), bio je britanski filmski glumac.  

## Životopis
Nivenov otac, William Edward Graham Niven, preminuo je već 1915., i njegova majka se ponovno udaje. David je išao u privatnu školu u Stoweu, Buckinghamshireu, a zatim započinje vojnu karijeru idući nekoligo godina u vojnu školu Royal Military Academy u Sandhurstu. 
To je utjecalo da su ga kasnije zvali an Officer and a gentleman, i to je bilo nešto čim je zračio u svim svojim filmovima. Bio je u službi na Malti dvije godine.
Živio je u nekoliko gradova u Europi, a zatim seli za Hollywood 1930., gdje je prvo radio kao statist, a zatim je glumio u filmu  There goes the bride 1932. Njegova reputacija je rasla i dobiva je veće uloge, između ostalih u filmovima Pobuna na brodu Bounty i Barbary Coast, oba snimljena 1935.
Izbijanjem Drugog svjetskog rata 1939. vraća se u službu u britanskoj armmiji, i učestvuje je između ostalog u 
iskrcavanju savežničkih snaga u Normandiji1944. Interesantna je činjenica da mu je zapovjednik bio Peter Ustinov s kojim je kasnije glumio u filmu Smrt na Nilu. Poslije završetka rata često je putovao između Engleske i SAD-a, nastavljajući svoju filmsku karijeru.
Filmovi o Pink pantheru- zamišljali su prvo Nivena kao centralnu figuru i vrhunskog lopova oko kog se vrti radnja, međutim Peter Sellers je bio taj koji mu je "ukrao" popularnost. Neki od popularniji filmova u kojima je Niven glumio bili su: Topovi s Navarone, Put oko svijeta za 80 dana, Pink Panther, Casino Royale, Smrt na Nilu. Glumio je i u američkoj TV seriji The Rogues.

### Obitelj
Niven je bio oženjen glumicom Primulom Rollo (1918. – 1946.)  a od 1948. do svoje smrti bio je oženjen švedskim fotomodelom Hjördis Tersmeden. S Rolo je imao dvoje djece a s Tersmeden je adoptirao jos dva djeteta.

## Filmografija
| - There Goes the Bride (1932.) - Eyes of Fate (1933.) - Cleopatra (1934.) - Without Regret (1935.) - Barbary Coast (1935) - A Feather in Her Hat (1935) - Pobuna na brodu Bounty (1935.) - Splendor (1935.) - Rose Marie (1936.) - Palm Springs (1936.) - Dodsworth] (1936.) - Screen Snapshots Series 16, No. 4 (1936.) - Thank You, Jeeves! (1936.) - The Charge of the Light Brigade (1936.) - Beloved Enemy (1936.) - We Have Our Moments (1937.) - The Prisoner of Zenda (1937.) - Dinner at the Ritz (1937.) - Bluebeard's Eighth Wife (1938.) - Four Men and a Prayer (1938.) - Three Blind Mice (1938.) - The Dawn Patrol (1938.) - Wuthering Heights (1939.) - Bachelor Mother (1939.) - The Real Glory (1939) - Eternally Yours (1939.) - Raffles (1939) - The First of the Few (1942.) - The Way Ahead (1944.) - A Matter of Life and Death (1946.) - Magnificent Doll (1946.) - The Perfect Marriage (1947.) - The Other Love (1947.) | - '[The Bishop's Wife (1947.) - Bonnie Prince Charlie (1948.) - Enchantment (1948.) - A Kiss in the Dark (1949.) - A Kiss for Corliss (1949.) - The Elusive Pimpernel (1950.) - The Toast of New Orleans (1950.) - Happy Go Lovely (195.1) - Soldiers Three (1951.) - Appointment with Venus (1951.) - The Lady Says No (1952.) - The Moon Is Blue (1953.) - The Love Lottery (1954.) - Tonight's the Night (1954.) - Carrington V.C. (1955.) - The King's Thief (1955.) - The Birds and the Bees (1956.) - The Silken Affair (1956.) - Around the World in Eighty Days (1956.) - Oh, Men! Oh, Women! (1957.) - The Little Hut (1957.) - My Man Godfrey (195.7) - Screen Snapshots: Glamorous Hollywood (1958.) - Bonjour Tristesse (1958.) - Separate Tables (1958.) - Ask Any Girl (1959.) - Happy Anniversary (1959.) - Please Don't Eat the Daisies (1960.) - The Guns of Navarone (1961.) - The Shortest Day (1962.) - Conquered City (1962.) - The Best of Enemies (1962.) - The Road to Hong Kong (1962.) | - Guns of Darkness (1962.) - 55 Days at Peking (1963) - Pink Panther (1963.) - Bedtime Story (1964.) - Where the Spies Are (1965.) - Lady L (1965) - Eye of the Devil (1966.) - All Eyes on Sharon Tate (1967.) - Casino Royale (1967.) - Prudence and the Pill (1968.) - The Impossible Years (1968.) - The Extraordinary Seaman (1969.) - The Brain (1969.) - Before Winter Comes (1969.) - The Statue (1971.) - King, Queen, Knave (1972.) - Vampira (1974.) - Paper Tiger (1975.) - No Deposit, No Return (1976.) - The Remarkable Rocket (1975.) - Murder by Death (1976.) - Candleshoe (1977.) - Speed Fever (1978.) - Smrt na Nilu (1978.) - A Nightingale Sang in Berkeley Square (1979.) - Escape to Athena (1979.) - Rough Cut (1980.) - The Sea Wolves (1980.) - Better Late Than Never (198.2) - Trail of the Pink Panther (1982.) - Curse of the Pink Panther (1983.) |

## Vanjske poveznice
- David Niven u internetskoj bazi filmova IMDb-u (engl.)
- Primula Niven biography
- Signature of David Niven